# PON2
PON2 (англ. Paraoxonase 2) – білок, який кодується однойменним геном, розташованим у людей на короткому плечі 7-ї хромосоми. Довжина поліпептидного ланцюга білка становить 354 амінокислот, а молекулярна маса — 39 397.
| 10         |  | 20         |  | 30         |  | 40         |  | 50         |
| ---------- |  | ---------- |  | ---------- |  | ---------- |  | ---------- |
| MGRLVAVGLL |  | GIALALLGER |  | LLALRNRLKA |  | SREVESVDLP |  | HCHLIKGIEA |
| GSEDIDILPN |  | GLAFFSVGLK |  | FPGLHSFAPD |  | KPGGILMMDL |  | KEEKPRAREL |
| RISRGFDLAS |  | FNPHGISTFI |  | DNDDTVYLFV |  | VNHPEFKNTV |  | EIFKFEEAEN |
| SLLHLKTVKH |  | ELLPSVNDIT |  | AVGPAHFYAT |  | NDHYFSDPFL |  | KYLETYLNLH |
| WANVVYYSPN |  | EVKVVAEGFD |  | SANGINISPD |  | DKYIYVADIL |  | AHEIHVLEKH |
| TNMNLTQLKV |  | LELDTLVDNL |  | SIDPSSGDIW |  | VGCHPNGQKL |  | FVYDPNNPPS |
| SEVLRIQNIL |  | CEKPTVTTVY |  | ANNGSVLQGS |  | SVASVYDGKL |  | LIGTLYHRAL |
| YCEL       |  |            |  |            |  |            |  |            |

A: Аланін

C: Цистеїн

D: Аспарагінова кислота

E: Глутамінова кислота

F: Фенілаланін

G: Гліцин

H: Гістидин

I: Ізолейцин

K: Лізин

L: Лейцин

M: Метіонін

N: Аспарагін

P: Пролін

Q: Глутамін

R: Аргінін

S: Серин

T: Треонін

V: Валін

W: Триптофан

Кодований геном білок за функцією належить до гідролаз. 
Задіяний у такому біологічному процесі, як альтернативний сплайсинг. 
Білок має сайт для зв'язування з іонами металів, іоном кальцію. 
Локалізований у мембрані.